# Hypostomus arecuta
Hypostomus arecuta es una especie de pez de agua dulce del género Hypostomus de la familia Loricariidae, en el orden de los Siluriformes. Se distribuye en el centro-sur de Sudamérica.
Los machos pueden llegar alcanzar los 24,3 cm de longitud total.

## Taxonomía
Esta especie fue descrita originalmente en el año 2012 por los ictiólogos Yamila Paula Cardoso, Adriana Edith Almirón, Jorge Rafael Casciotta, Danilo Ramón Aichino, Marta Susana Lizarralde y Juan Ignacio Montoya-Burgos.
Etimología
Etimológicamente Hypostomus se construye con dos palabras del idioma griego, en donde: hipo significa 'bajo' y estoma que es 'boca'. El término específico arecuta refiere al nombre con que los aborígenes guaraníes denominaban en su idioma a los loricáridos: arecutá.

## Distribución y hábitat
Esta especie se distribuye en el nordeste de la Argentina. Es endémica de la ecorregión de agua dulce Paraná inferior.
Se encuentra en las zonas costeras que bordean el canal principal del río Paraná. Es una especie típica recorredora del fondo, el que está compuesto por grandes piedras de areniscas con sectores donde domina la arena o los guijarros. Las aguas donde habita son bien oxigenadas y poseen una velocidad de corriente moderada, con transparencia de 1,5 a 2,40 m. Comparte su hábitat con numerosas especies de loricáridos, y centrándose solo en sus congéneres, allí también viven: Hypostomus boulengeri H. cochliodon, H. commersoni, H. latifrons, H. luteomaculatus, H. microstomus, H. ternetzi y H. uruguayensis. 